# Chociwel
Chociwel [xɔˈt͡ɕivɛl], tyska Freienwalde in Pommern, är en småstad i nordvästra Polen, belägen i distriktet Powiat stargardzki i Västpommerns vojvodskap, 24 km nordost om staden Stargard Szczeciński. Tätorten har 3 206 invånare (2013) och är huvudort i en stads- och landskommun med totalt 5 962 invånare.

## Kommunikationer
Staden ligger vid den nationella vägen DK 20 mellan Stargard Szczeciński och Gdynia. Här börjar även den regionala vägen 144 mot Nowogard. 
Chociwels järnvägsstation ligger på sträckan Stargard Szczeciński–Gdańsk, och trafikeras av regionaltåg och enstaka fjärrtåg.

## Kända invånare
- Christian av Oliva (född omkring 1180 i trakten; död 1245), furstbiskop av Preussen.
- Siegfried Vergin (1933–2012), socialdemokratisk politiker.
- Herbert Hoffmann (1919–2010), tatuerare och fotograf.